# ميغيل أنخيل هرنانديز
ميغيل أنخيل هرنانديز (بالإسبانية: Miguel Ángel Hernández)‏ هو كاتب إسباني، ولد في 10 يونيو 1977 في مرسية في إسبانيا.